# Violette Berger
Violette Berger – amerykańska doktor medycyny i filozofii, pułkownik armii francuskiej, dama Orderu Virtuti Militari.

## Życiorys
Była córką amerykańskiego pułkownika Louisa H. Orlemana. W latach 1919–1920 przebywała w Polsce jako delegatka Amerykańskiego Czerwonego Krzyża. W tym czasie „niosła niestrudzoną i bezinteresowną pomoc Polsce, opiekując się polskim żołnierzem, zakładając szpitale, zaopatrując je hojnie w najpotrzebniejsze artykuły. Okazała przytem niezwykłą odwagę na froncie, gdzie często pozostawała pod gradem kul, niosąc pomoc rannym i konającym". Rzeczpospolita Francuska nadała jej Legję Honorową. W uznaniu wybitnych zasług położonych dla dobra Rzeczypospolitej Polskiej oraz Wojska Polskiego, zarówno w czasie plebiscytu na Warmii, Mazurach i Powiślu, jak i wojny polsko-bolszewickiej, minister gen. Kazimierz Sosnkowski odznaczył ją „Krzyżem Walecznych“ i przedstawił Naczelnikowi Państwa Józefowi Piłsudskiemu do odznaczenia orderem „Virtuti Militari”. Była pierwszą kobietą, cudzoziemką odznaczoną tym orderem, który wręczono jej uroczyście 17 czerwca 1922.

## Ordery i odznaczenia
- Krzyż Srebrny Orderu Wojskowego Virtuti Militari nr 6097 – 30 marca 1922[5][3]
- Krzyż Walecznych[1][2][3]
- Legia Honorowa[1][2][3]